# DAKO-CZ
Die DAKO-CZ a.s. ist ein tschechischer Hersteller von Bremssystemen für Schienenfahrzeuge. Das Unternehmen mit Hauptsitz in Třemošnice beschäftigt ca. 500 Mitarbeiter und gehört zur Czechoslovak Group.

## Geschichte
Die Ursprünge des Unternehmens liegen in einer von Jan Josef Zverina 1816 gegründeten Gießerei in Třemošnice. Diese wurde später in eine Maschinenwerkstatt umgewandelt und fertigte 1920 erstmals Gussteile aus Aluminium für die Eisenbahn. 1926 folgte die Herstellung erster Druckluftbremsen. Nach dem Zweiten Weltkrieg gewann dieser Unternehmensbereich deutlich an Bedeutung. Dies hat vor allem mit dem Erfolg der 1954 erstmals bei der Bremssubkommission der Internationalen Eisenbahnunion vorgestellten Steuerventile C und CV1 zu tun, die unter der Leitung von Josef Daněk entwickelt wurden. Die Ventile DAKO CV1 und CV1D erhielten 1956 die Homologation für den internationalen Betrieb.
1965 begannen die Bauarbeiten neuer Produktionsanlagen außerhalb von Třemošnice, dem heutigen Firmensitz. Die Firma hieß nun Kovolis Třemošnice - Hedvikov.
Im Jahre 1980 wurde die Firma in die Struktur des Schwermaschinen- und Waffenproduzenten ZŤS Martin (Závodoy ťažkého strojárstva), einem der wichtigsten Industriebetriebe in der ČSSR mit Sitz in Martin (Slowakei), eingegliedert. Damit verbunden waren nun neue Aufträge zur Entwicklung und Herstellung von Produkten im Bereich Militärtechnik.
Nach dem Fall des Eisernen Vorhangs wurde das Unternehmen in den Jahren 1996 bis 2002 privatisiert und als CKD-DAKO a.s. registriert.

## Produkte
Die wichtigsten Produkte der DAKO-CZ sind pneumatische (für Lokomotiven, Reise- und Güterwagen) sowie elektromechanische und hydraulische Bremssysteme (für Straßenbahnen, seit 1995). Sie kommen in zahlreichen Lokomotiv-Baureihen der tschechoslowakischen (ČSD) sowie der sowjetischen Eisenbahnen (SŽD), zum Beispiel ČSD-Baureihe T 466.2, ČSD-Baureihe E 499.0, SŽD-Baureihe ЧС4 zum Einsatz.
Neuestes Produkt ist das 2012 beim Internationalen Eisenbahnverband (UIC) vorgestellte Steuerventil DAKO CV1nD.
Darüber hinaus stellt das Unternehmen Präzisionsteile für den Maschinenbau her.